# Copiphora monoceros
Copiphora monoceros är en insektsart som beskrevs av Henri Saussure och Francois Jules Pictet de la Rive 1898. Copiphora monoceros ingår i släktet Copiphora och familjen vårtbitare. Inga underarter finns listade i Catalogue of Life.